# Rimini Calcio 1942-1943
Questa voce raccoglie le informazioni riguardanti il Rimini Calcio nelle competizioni ufficiali della stagione 1942-1943.

## Rosa
| N. |                   | Ruolo | Calciatore              |
| -- | ----------------- | ----- | ----------------------- |
|    | Italia (bandiera) | C     | A. Arcangeli            |
|    | Italia (bandiera) | D     | Paolo Ballardini        |
|    | Italia (bandiera) | C     | Edgardo Barosi          |
|    | Italia (bandiera) | C     | Luciano Bezzi           |
|    | Italia (bandiera) | A     | Mario Bezzi             |
|    | Italia (bandiera) | A     | C. Bianchi              |
|    | Italia (bandiera) | A     | Lionello Budriesi       |
|    | Italia (bandiera) | P     | Sergio Campana          |
|    | Italia (bandiera) | P     | Carlo Alberto Cicchetti |
|    | Italia (bandiera) | A     | Giovanni De Pol         |
|    | Italia (bandiera) | A     | Giuseppe Lucchi         |

| N. |                   | Ruolo | Calciatore        |
| -- | ----------------- | ----- | ----------------- |
|    | Italia (bandiera) | A     | Graziano Manzelli |
|    | Italia (bandiera) | A     | Emanuele Massari  |
|    | Italia (bandiera) | A     | Giovanni Morri    |
|    | Italia (bandiera) | P     | Ivo Pesaresi      |
|    | Italia (bandiera) | A     | Luigi Poletti     |
|    | Italia (bandiera) | A     | Ado Ricci         |
|    | Italia (bandiera) | C     | Ermenegildo Soci  |
|    | Italia (bandiera) | C     | Mirco Veroli      |
|    | Italia (bandiera) | A     | G. Villotti       |
|    | Italia (bandiera) | C     | Silveiro Zauli    |